# Höganäs

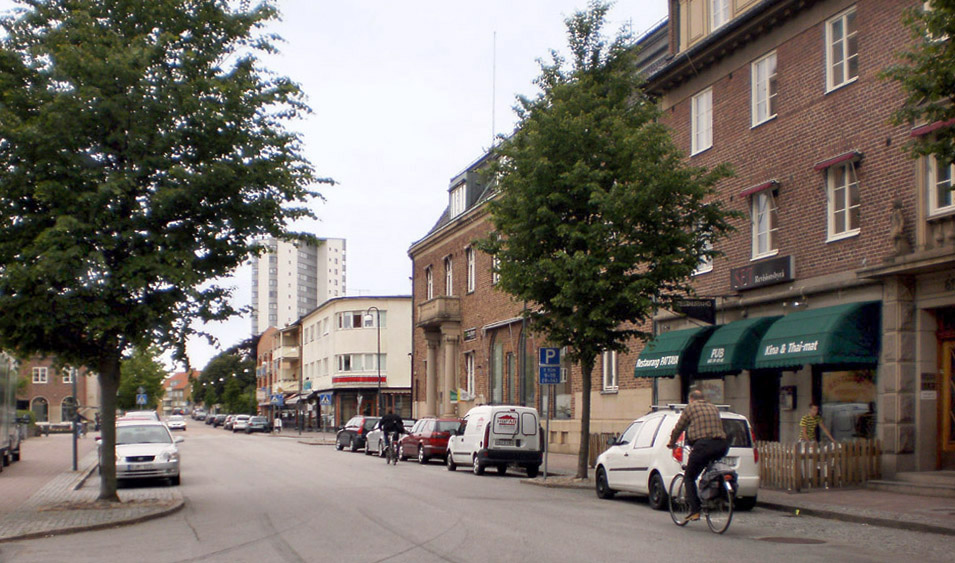
Vue de Centralgatan (rue centrale) de Höganäs.

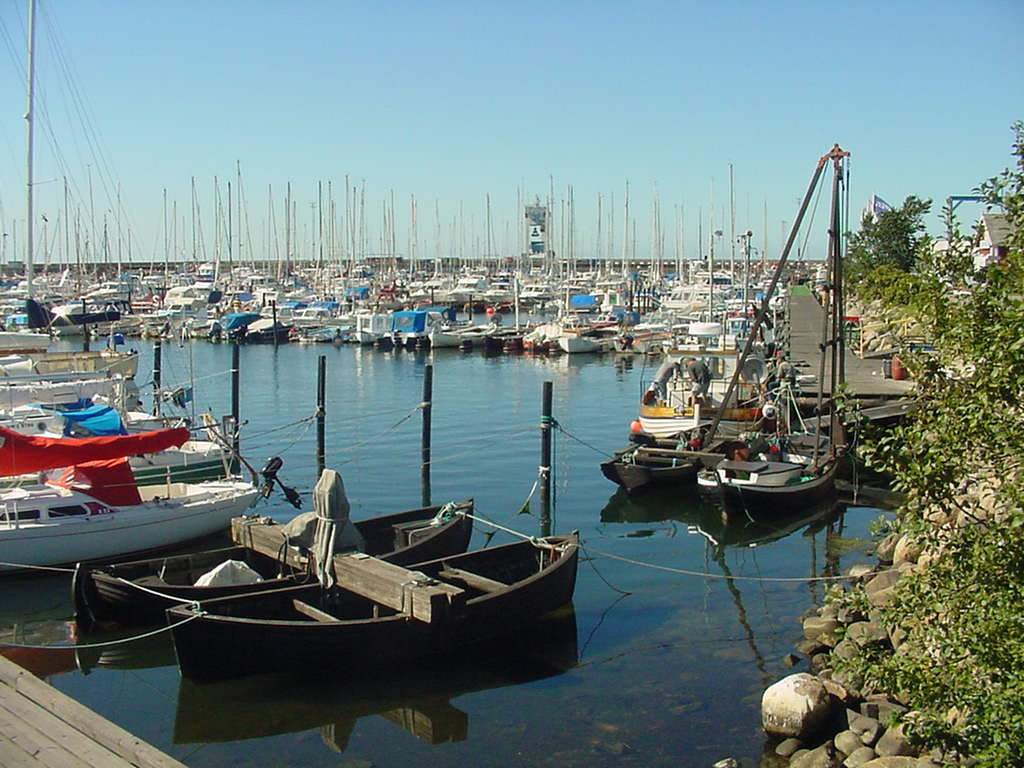
Le port de plaisance de Höganäs.

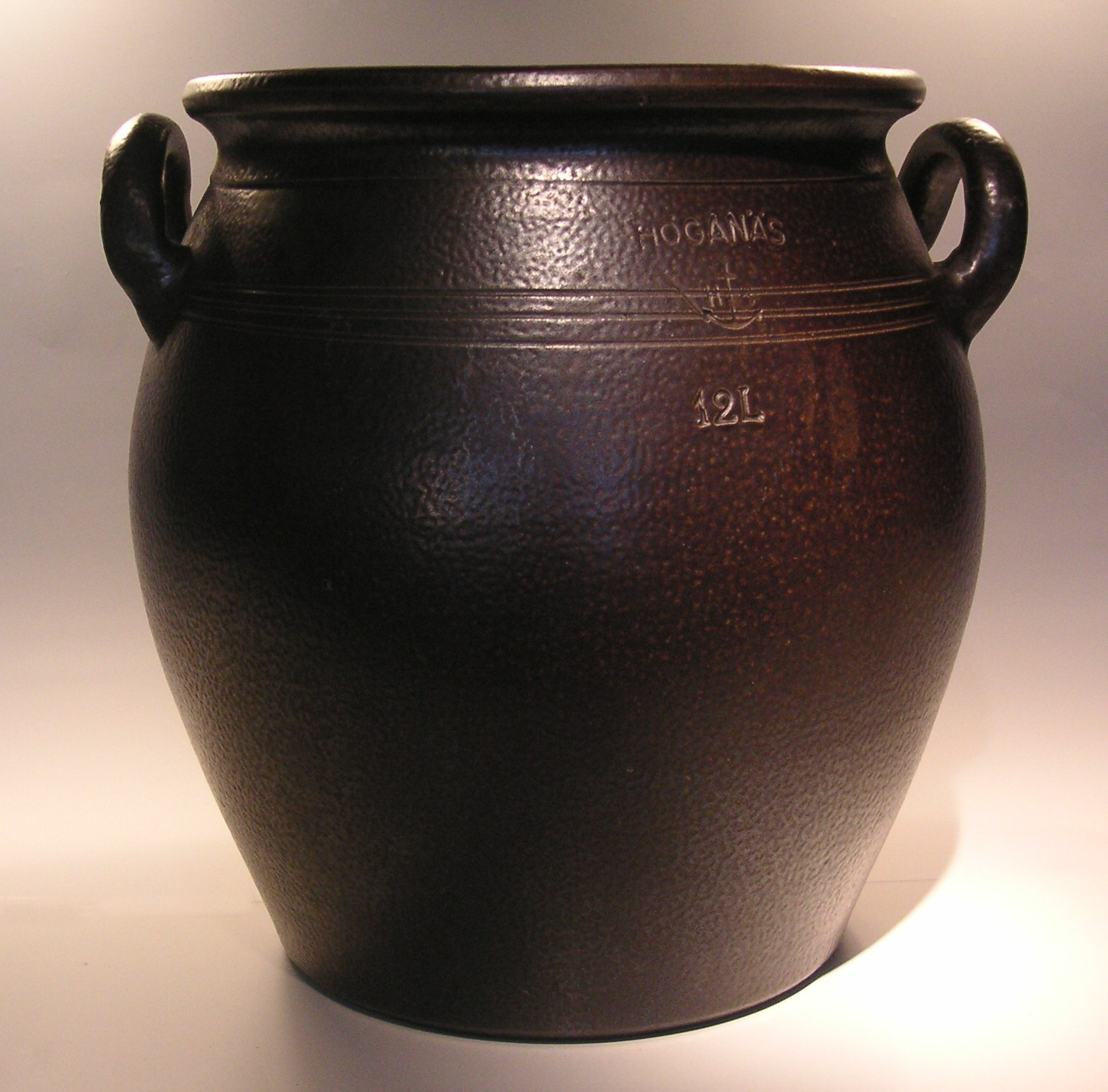
Pot en céramique de Höganäs Keramik.

Höganäs est une ville de Suède, chef-lieu de la commune de Höganäs, dans le comté de Scanie. 14 107 personnes y vivent. La ville se situe à environ 25 km au nord de Helsingborg.
À l'origine un village de pêcheurs, la ville a peu à peu développé son activité qui se concentre aujourd'hui autour de l'extraction minière (charbon et argile principalement) ainsi que la céramique.

## Histoire
Le village de pêcheurs « Höyenaess » (Höganäs) est pour la première fois mentionné en 1488. De 1569 et pendant plus de deux siècles, le village était composé d'environ une vingtaine de familles. C'est à partir 1797, année de la fondation de la « Höganäsbolaget », que le village a commencé à croître en taille. La « Höganäsbolaget », qui se traduit par « l'entreprise de Höganäs », fut fondée pour permettre le développement de l'activité minière dans la ville.
La ville possède un musée (Höganäs Museum) et un musée d'art (Konsthall) avec une exposition permanente qui retrace l'histoire et le développement de la ville. 
En janvier 2009, la ville de Höganäs a été la première ville de Suède à accepter l'euro comme monnaie dans nombre de ses commerces. L'objectif étant d'attirer les touristes notamment allemands qui sont nombreux dans la région.

## Démographie
| 1960  | 1965  | 1970   | 1975   | 1980   | 1990   | 1995   | 2000   | 2005   | 2010   |
| ----- | ----- | ------ | ------ | ------ | ------ | ------ | ------ | ------ | ------ |
| 7 880 | 9 742 | 10 554 | 10 866 | 10 077 | 10 239 | 13 571 | 13 401 | 13 550 | 14 107 |

## Économie

### Céramique
La ville est connue dans toute la Suède pour sa production de céramique vendue sous le nom de « Höganäs Keramik ». L'entreprise fait partie du groupe finlandais de design Iittala.

### Acier
La ville abrite également le siège de l'entreprise Höganäs AB, l'un des plus grands producteurs de poudre d'acier dans le monde avec de nombreuses filiales à travers le monde. L'entreprise fut fondée en 1797, ce qui en fait l'une des plus anciennes entreprises suédoises encore en activité.

## Transports

### Routes
On peut se rendre à Höganäs de Helsingborg par la route 111. Cette route continue après Höganäs vers le nord et Mölle. Vers l'ouest la route 112 permet l'accès vers Jonstorp, Ängelholm ou Åstorp.

### Ferroviaire
Jusqu'en 1992, la ville de Höganäs avait une liaison ferroviaire via la ligne Åstorp-Kattarp-Höganäs. Cette liaison n'existe plus et l'ancienne voie de chemin de fer a été convertie en piste cyclable. Il en va de même pour l'ancienne liaison avec Mölle, elle aussi transformée en piste cyclable le long de la côte.

### Transports en commun
Höganäs a une liaison de bus avec Helsingborg (ligne 220). Des lignes de bus au départ de Malmö existent également avec Mölle (ligne 222), Arild (ligne 223) et Jonstorp/Ängelholm (ligne 225). La commune ne possède pas son propre service de bus mais dispose de bus régionaux « Flexlinjen » qui offre un service au sein de la ville.